# Crêt Fénère
Le crêt Fénère est un sommet situé en France culminant à 2 482 m d'altitude dans le massif de la Vanoise, dans le département de la Savoie en région Auvergne-Rhône-Alpes.

## Toponymie
Si le « crêt » est un terme souvent associé à un sommet relativement élevé en altitude, qui consiste en une saillie rocheuse, le nom « Fénère » semble être une déformation écrite du mot « fenière », qui désigne la partie d'une grange où le foin est stocké. En effet, sous le crêt Fénère se trouve un hameau qui abritait des fermes. Ces habitations sont désormais des résidences particulières, mais le lieu, lui, est resté nommé la Combe-Noire.

## Géographie

### Situation
Le crêt Fénère est situé à 2 482 m d'altitude dans la commune d'Orelle en Savoie, au sud-ouest de la Grosse Tête et du lac de la Grande Goye et surplombant le hameau de la Combe-Noire (habité l'été) ainsi que la chapelle Notre-Dame-des-Anges d'Orelle.

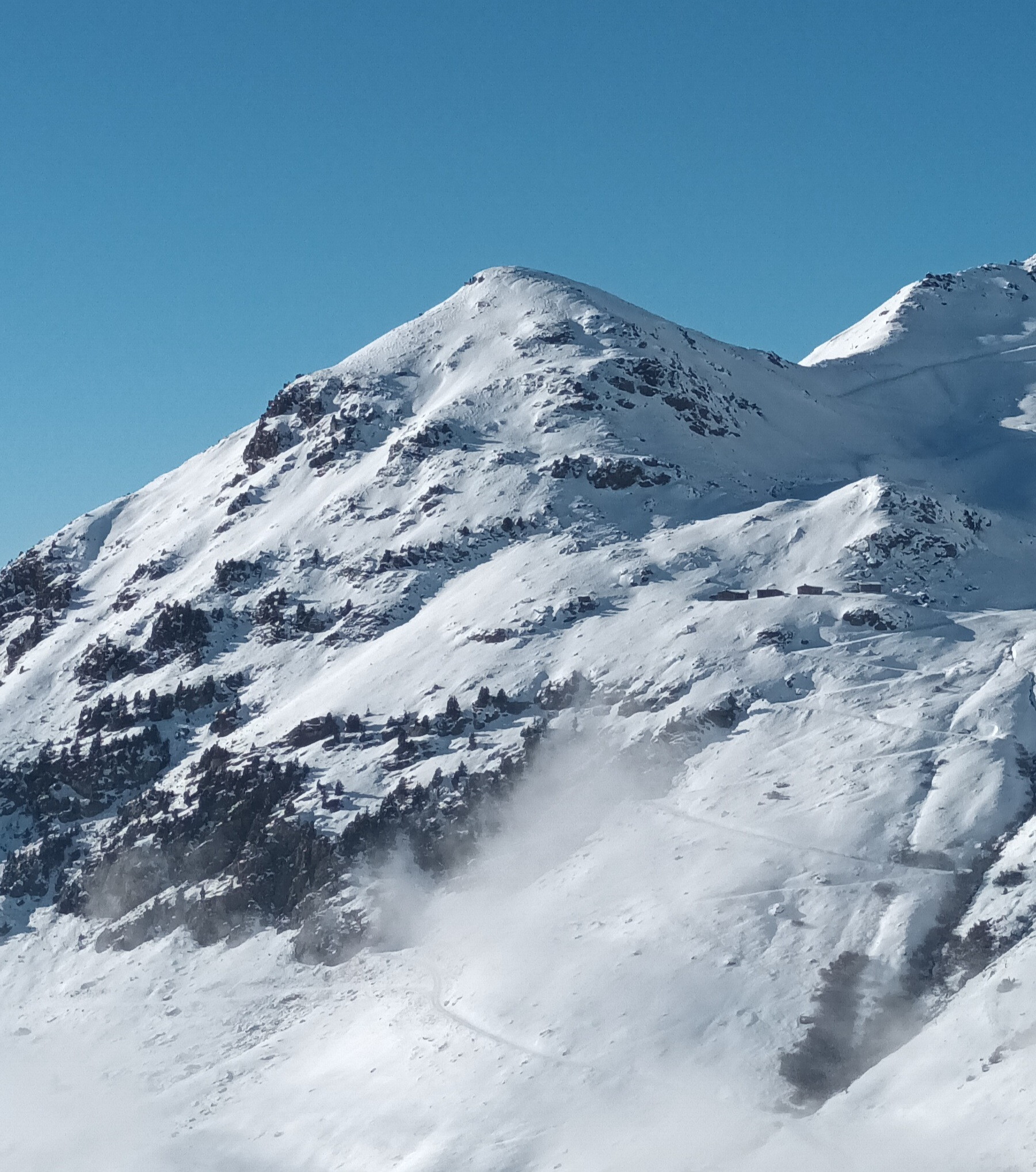
Vue du crêt Fénère depuis la télécabine d'Orelle.
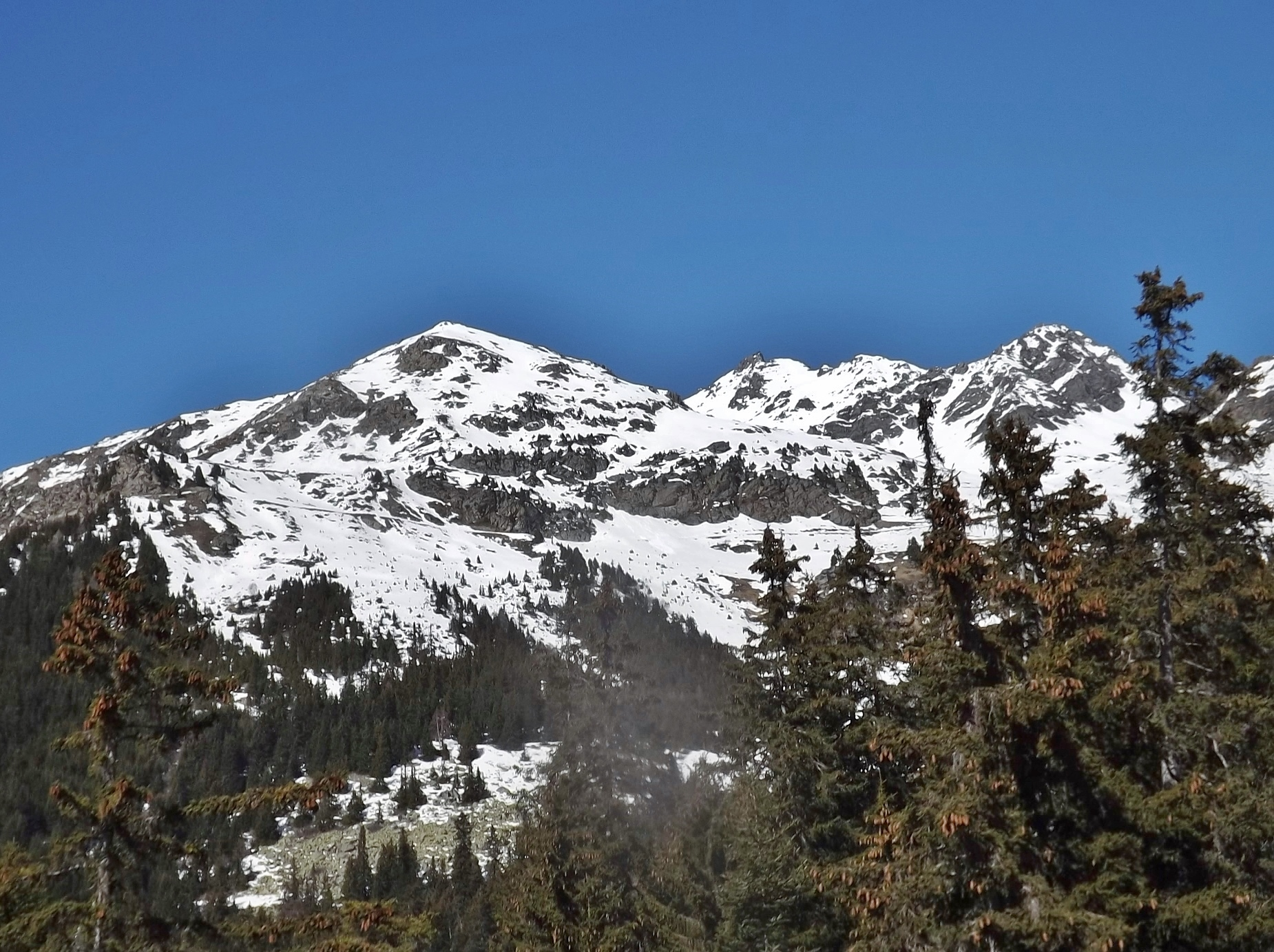
Vue de la face est du crêt Fénère.

### Géologie
Ce sommet est constitué de conglomérats, de grès et de schistes, avec des zones charbonneuses (particulièrement sous forme d'anthracite), datant d'entre le Namurien et le Westphalien. Il est entouré de dépôts morainiques et d'éboulis.

## Accès
L'emprunt de la piste forestière de l'Arcelin est possible afin d'arriver au parking de l'Arcelin, dominé par la chapelle de l'Arcelin. D'ici, on peut continuer de marcher en quittant la piste de l'Arcelin dès que possible pour entamer la piste forestière des Teppes, non goudronnée en revanche. Arrivé à la Combe-Noire où se trouvent plusieurs chalets typiques, il suffit de grimper sur le sommet au-dessus pour arriver au crêt Fénère.
Le sommet possède trois tables d'orientation permettant aux randonneurs de visualiser les sommets proches à 360°.

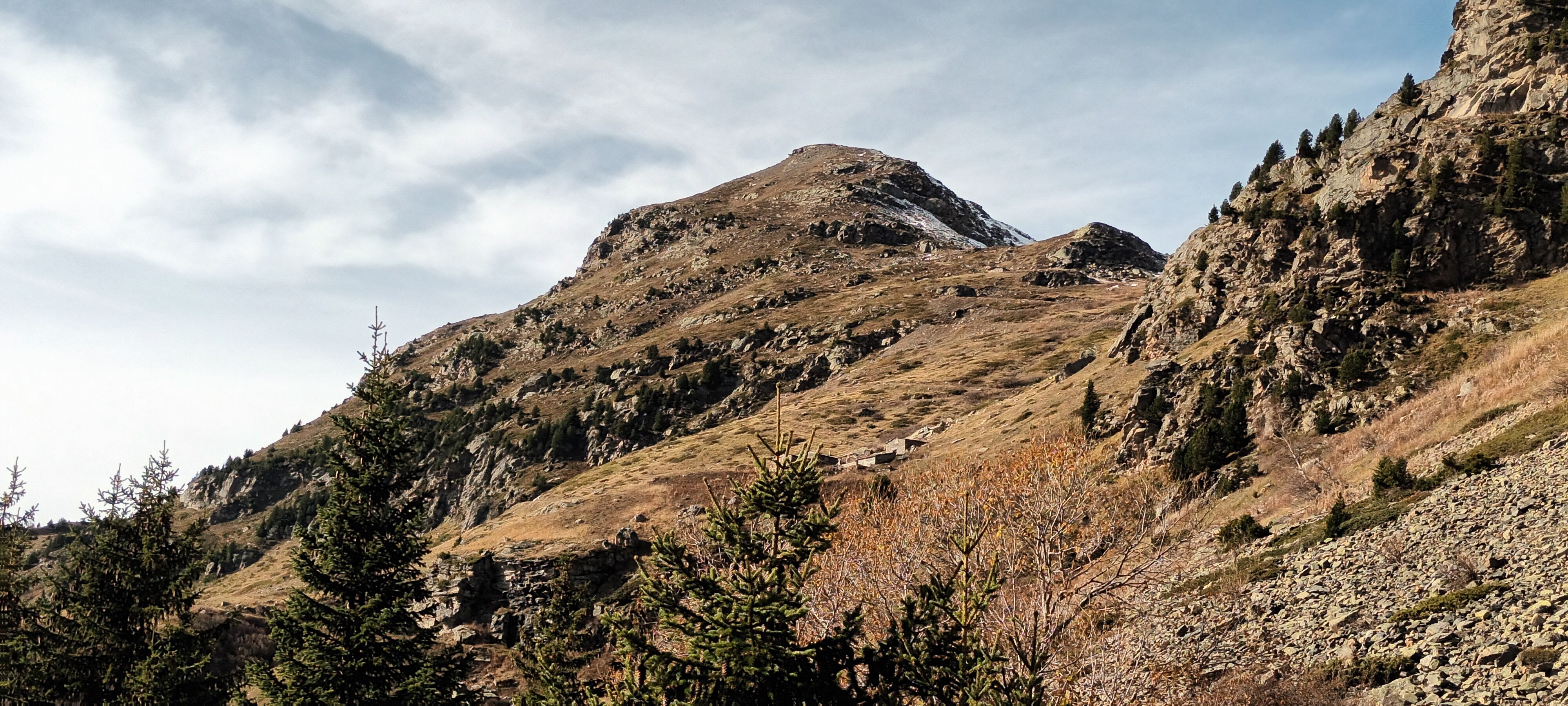
Le crêt Fénère vu depuis le parking de l'Arcelin.
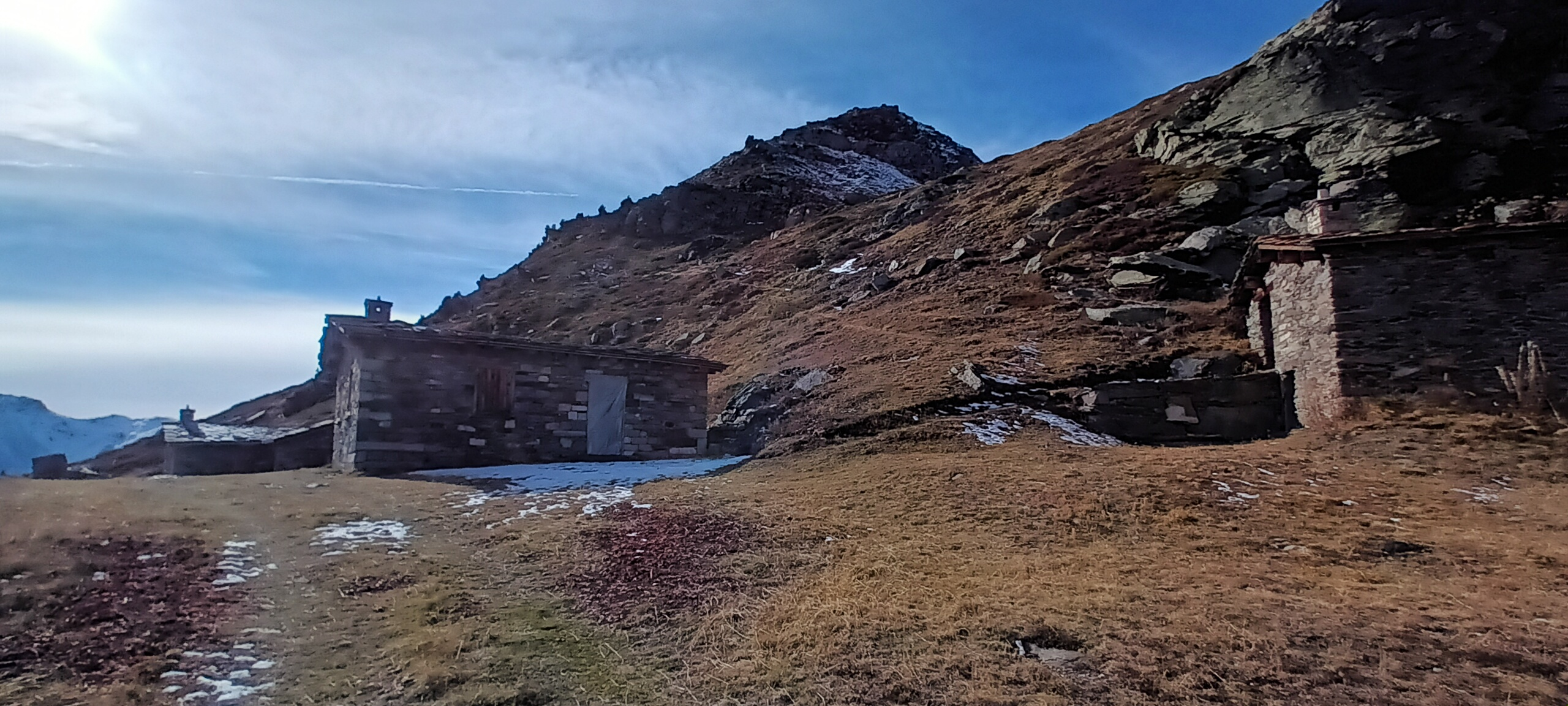
Le hameau saisonnier de la Combe Noire est surplombé par le sommet.
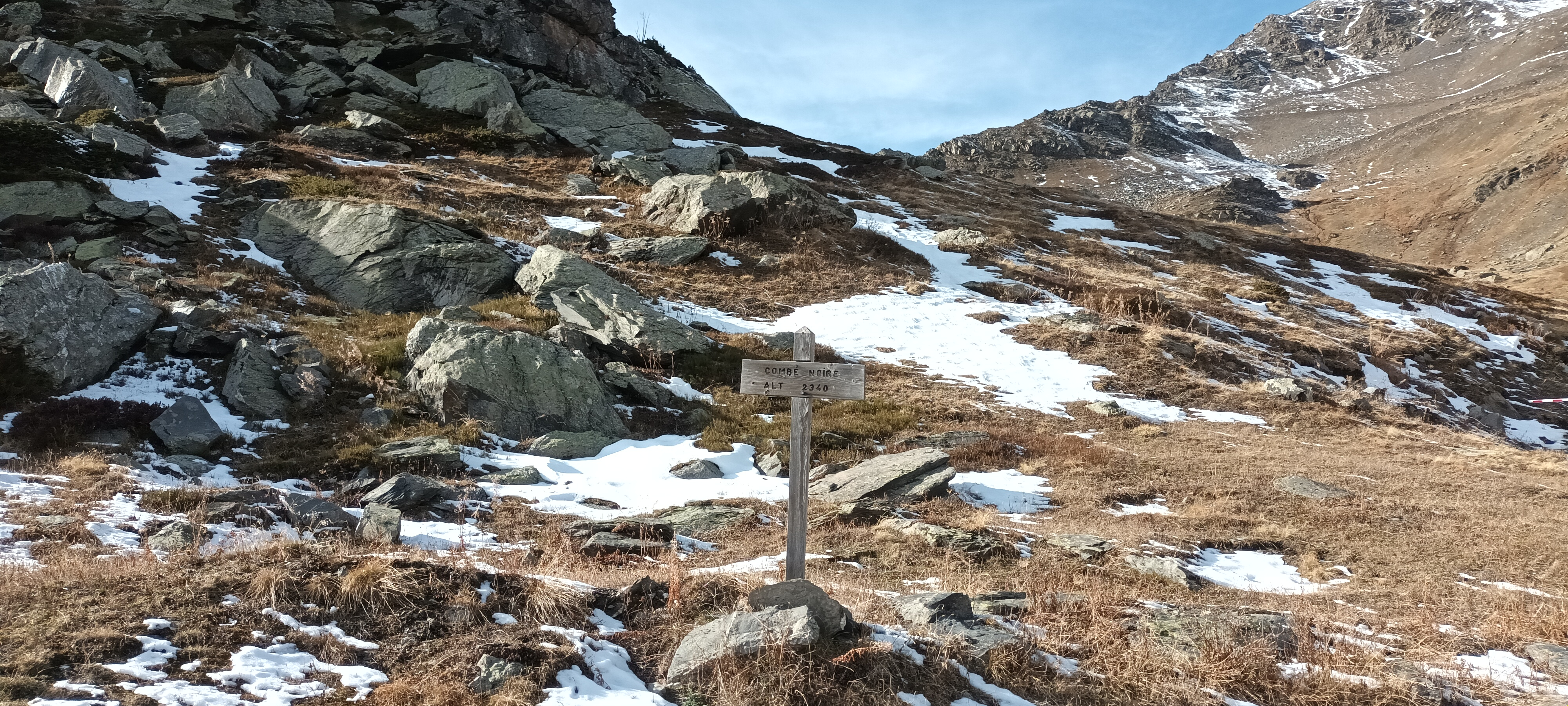
La Combe Noire à Orelle.